# Cassà de la Selva
Cassà de la Selva – gmina w Hiszpanii, w prowincji Girona, w Katalonii, o powierzchni 45,57 km². W 2011 roku gmina liczyła 9925 mieszkańców.